# Armistício israelo-árabe de 1949

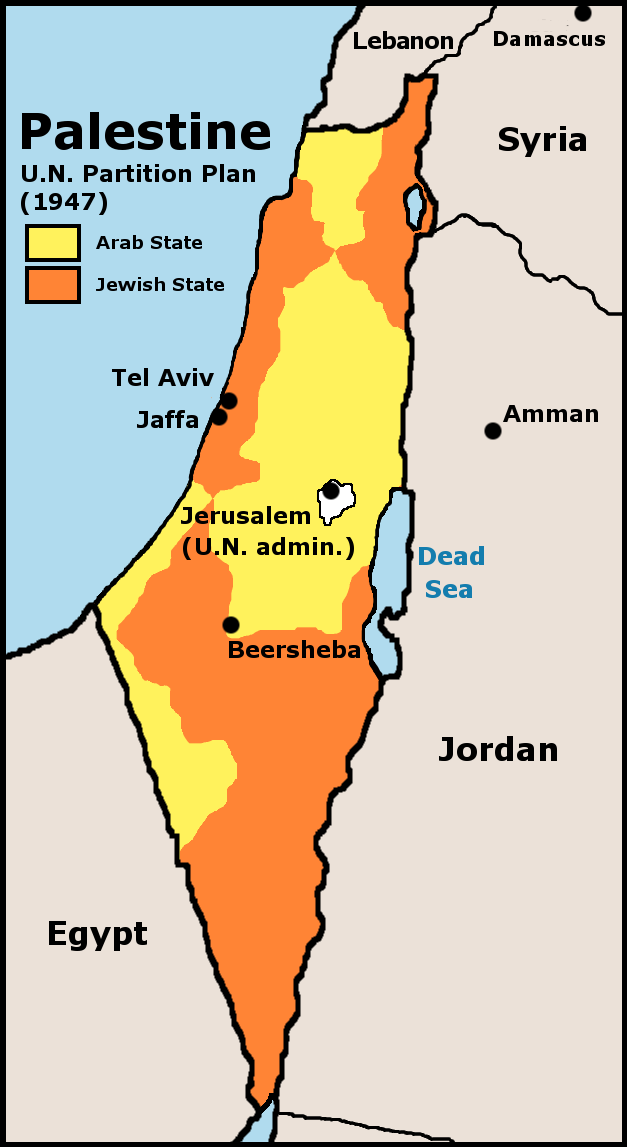
Delimitação proposta para o Estado Judeu e o Estado Árabe, conforme o Plano da ONU para a partição da Palestina de 1947

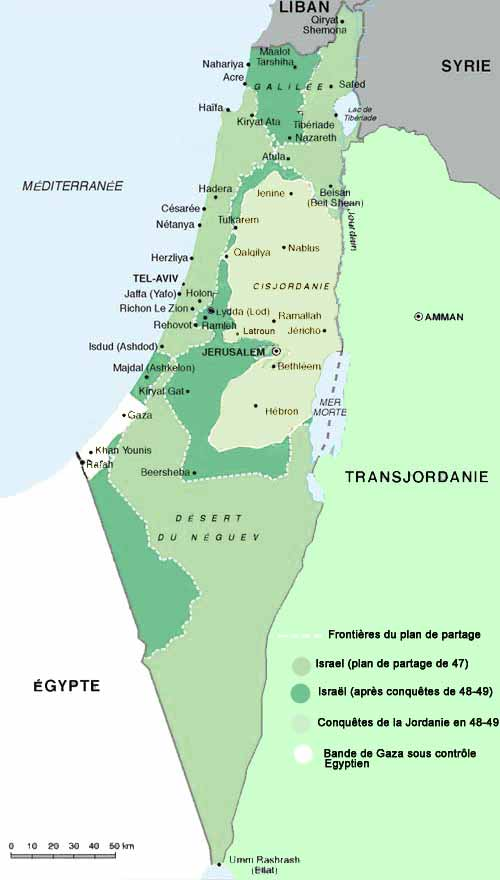
Comparação das fronteiras propostas no Plano da ONU para a partição da Palestina de 1947 e a linha do armisticio de 1949

O Armistício israelo-árabe de 1949 refere-se a acordos firmados por Israel e cada um dos países árabes vizinhos: Egito, Síria, Líbano e Transjordânia. Esses acordos colocaram um termo à guerra israelo-árabe de 1948 e estabeleceram as linhas provisórias (também conhecidas como Green Line) de separação entre Israel e os países árabes vizinhos, que foram respeitadas até a guerra dos seis dias (1967).
Segundo estes acordos, a linha de demarcação do armistício "não deve ser considerada, em nenhum caso, como fronteira política ou territorial e está marcada sem prejuízo de direitos, reivindicações e posturas de ambas as partes do Armistício, pois diz respeito à decisão definitiva sobre a questão palestina."

## Acordo com o Egito
Firmado entre Israel e o Egito em 24 de fevereiro. Os pontos principais do acordo foram os seguintes:
- A linha do armistício foi traçada ao longo da fronteira internacional, que data de 1906 na sua maior parte, exceto nas proximidades do Mediterrâneo, onde o Egito permanceria com o controle de uma faixa de terra ao longo da costa - conhecida como Faixa de Gaza.
- As forças egípcias sitiadas em Al-Faluja (Faluja Pocket), uma vila árabe situada a 30 km a nordeste da Cidade de Gaza, puderam regressar ao Egito com suas armas, e a área foi entregue a Israel.Realmente ainda teve uma resistência Egípcia
- Uma zona em ambos os lados da fronteira, ao redor de Auja al-Hafir (Nitzana), deveria ser desmilitarizada, e ali seria instalado o Comitê Bilateral do Armistício.

### Acordo com o Líbano
O acordo com o Líbano foi firmado em 23 de março. Os pontos principais eram:
- A linha do armistício, a Lnha Azul, foi desenhada ao longo da fronteira internacional.
- Diferentemente dos outros acordos, não havia cláusula que negasse esta linha como fronteira internacional, e foi posteriormente tratada como fronteira internacional de facto.
- Israel retirou suas forças de 13 aldeias em território libanês, que haviam sido ocupadas durante a guerra.

### Acordo com a Jordânia
O acordo com a Jordânia foi firmado em 3 de abril.

### Acordo com a Síria
O acordo com a Siria foi firmado em 20 de julho. A Síria retirou suas forças da maior parte dos territórios que controlava, a oeste da fronteira internacional, que se converteu em zona desmilitarizada.